# Billie Burke
Mary William Ethelbert Appleton Burke (ur. 7 sierpnia 1884 w Waszyngtonie, zm. 14 maja 1970 w Los Angeles) – amerykańska aktorka, nominowana do Oscara za rolę drugoplanową w filmie Merrily We Live.
Była żoną producenta z Broadwayu, Florenza Ziegfelda. Mieli jedną córkę, Patricię Ziegfeld Stephenson (1916–2008).

## Wybrana filmografia
- 1933: Kolacja o ósmej jako Millicent Jordan
- 1936: Becky Sharp jako lady Bareacres
- 1937: Niewidzialne małżeństwo jako pani Clara Topper
- 1939: Everybody Sing jako Diana Bellaire
- 1938: Merrily We Live jako pani Emily Kilbourne
- 1939: Czarnoksiężnik z Oz jako Glinda
- 1941: Niewidzialny detektyw jako Clara Topper
- 1943: Hi Diddle Diddle jako Liza Prescott
- 1949: Przygoda na Broadwayu jako pani Livingston Belney
- 1960: Sierżant Rutledge jako pani Cordelia Fosgate